# یوهان ریگلر
یوهان ریگلر (آلمانی: Johann Riegler; ۱۷ ژوئیهٔ ۱۹۲۹ – ۳۱ اوت ۲۰۱۱) بازیکن فوتبال اهل اتریش بود.
از باشگاه‌هایی که در آن بازی کرده‌است می‌توان به باشگاه فوتبال راپید وین، باشگاه فوتبال لانس، و باشگاه فوتبال آستریا وین اشاره کرد.
وی همچنین در تیم ملی فوتبال اتریش بازی کرده‌است.